# Fritz!Fon

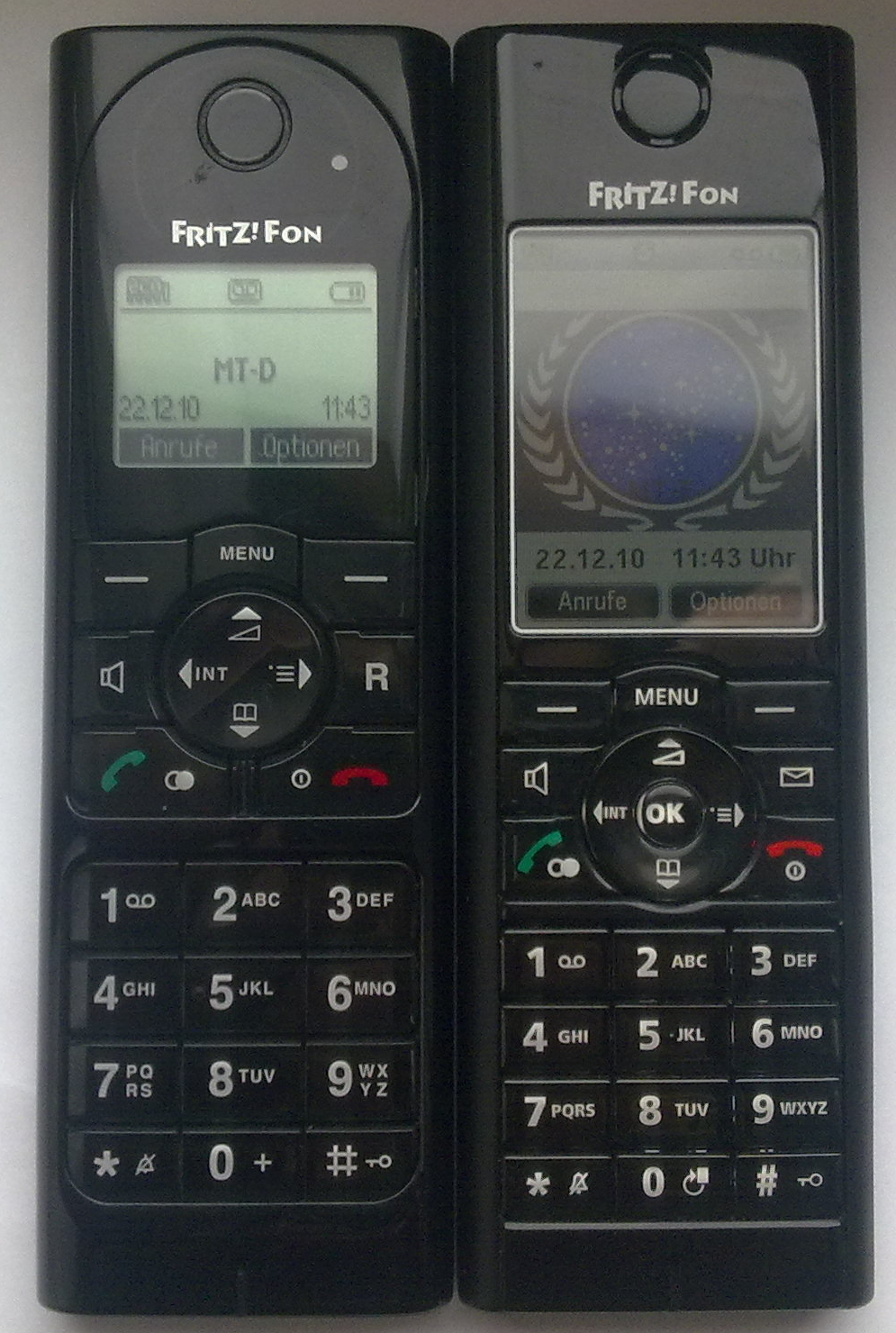
FRITZ!Fon MT-D (altes Modell, links) und FRITZ!Fon MT-F (neues Modell, rechts)

Fritz!Fon (Eigenschreibweise FRITZ!Fon) ist die Bezeichnung der DECT-GAP-Schnurlostelefone in der FRITZ!-Produktserie des Herstellers Fritz.

## Kompatibilität
Die FRITZ!Fons sind CAT-iq-fähig und speziell für die Verwendung mit den herstellereigenen Fritz!Boxen vorgesehen. Man kann sie an GAP-kompatiblen Basisstationen anmelden, jedoch ist dann der Funktionsumfang stark eingeschränkt. So fallen unter anderem Funktionen wie der Anrufbeantworter oder das Telefonbuch weg. Der Hersteller empfiehlt für eine uneingeschränkte Nutzung aller Funktionen die Kombination mit einer FRITZ!Box mit integrierter DECT-Basis.

## Modelle

### Aktuelle Modelle

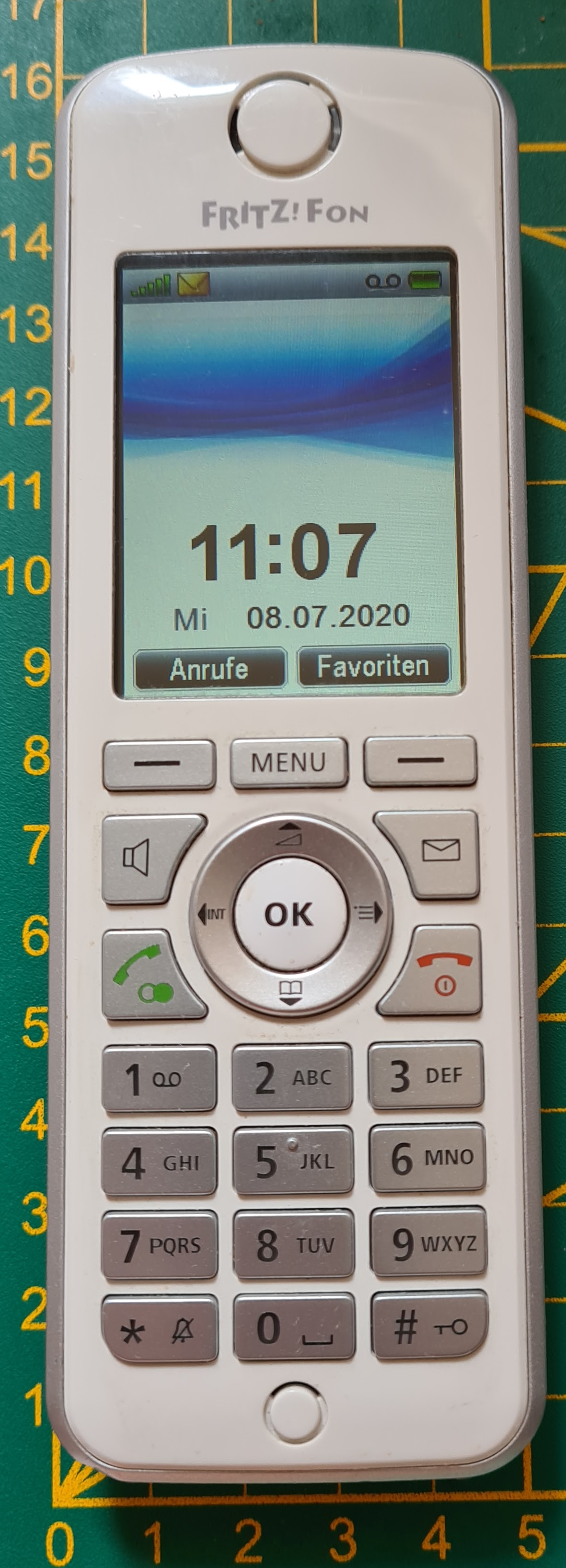
FRITZ!Fon C4

| Modell       | Display                                                | Akku                         | Gewicht | Anschlüsse                        | Reichweite (im Freien/ in Gebäuden) | Laufzeit (Gespräche/ Standby)     | Besonderheiten |
| ------------ | ------------------------------------------------------ | ---------------------------- | ------- | --------------------------------- | ----------------------------------- | --------------------------------- | --- |
| FRITZ!Fon X6 |                                                        | Li-Ionen-Akku 1000 mAh 3,7 V | 127 g   | 3,5-mm-Klinkenstecker für Headset | bis zu 300 Meter/ bis zu 40 Meter   | bis zu 16 Stunden/bis zu 10 Tage  | |
| FRITZ!Fon C6 | Farb-LC-Display (180 ppi) 240×320 Pixel 262.000 Farben | Li-Ionen-Akku 1000 mAh 3,7 V | 111 g   | 3,5-mm-Klinkenstecker für Headset | bis zu 300 Meter/ bis zu 40 Meter   | bis zu 16 Stunden/ bis zu 12 Tage | Ein- und Aus-schalten des WLANs der FRITZ!Box, HD-Telefonie, Empfang von RSS-Feeds, Internetradio sowie Podcasts, Empfang und Versand von E-Mails, Steuerung von UPnP-Medienservern und Smart-Home-Geräten |
| FRITZ!Fon C5 | Farb-LC-Display (180 ppi) 240×320 Pixel 262.000 Farben | Li-Ionen-Akku 750 mAh 3,7 V  | 111 g   | 3,5-mm-Klinkenstecker für Headset | bis zu 300 Meter/ bis zu 40 Meter   | bis zu 10 Stunden/ bis zu 12 Tage | Ein- und Aus-schalten des WLANs der FRITZ!Box, HD-Telefonie, Empfang von RSS-Feeds, Internetradio sowie Podcasts, Empfang und Versand von E-Mails, Steuerung von UPnP-Medienservern und Smart-Home-Geräten |
| FRITZ!Fon C4 | Farb-LC-Display (180 ppi) 240×320 Pixel 262.000 Farben | Li-Ionen-Akku 750 mAh 3,7 V  | 115 g   | 3,5-mm-Klinkenstecker für Headset | bis zu 300 Meter/ bis zu 40 Meter   | bis zu 10 Stunden/ bis zu 6 Tage  | Ein- und Aus-schalten des WLANs der FRITZ!Box, HD-Telefonie, Empfang von RSS-Feeds, Internetradio sowie Podcasts, Empfang und Versand von E-Mails, Steuerung von UPnP-Medienservern und Smart-Home-Geräten |
| FRITZ!Fon M2 | monochromes Display 112×65 Pixel                       | Li-Ionen-Akku 750 mAh 3,7 V  | 105 g   | ohne Klinkenbuchse für Headset    | bis zu 300 Meter/ bis zu 40 Meter   | bis zu 15 Stunden/ bis zu 10 Tage | Ein- und Aus-schalten des WLANs der FRITZ!Box, HD-Telefonie, Empfang von RSS-Feeds, Internetradio sowie Podcasts, Empfang und Versand von E-Mails, Steuerung von UPnP-Medienservern und Smart-Home-Geräten |

### Ältere Modelle

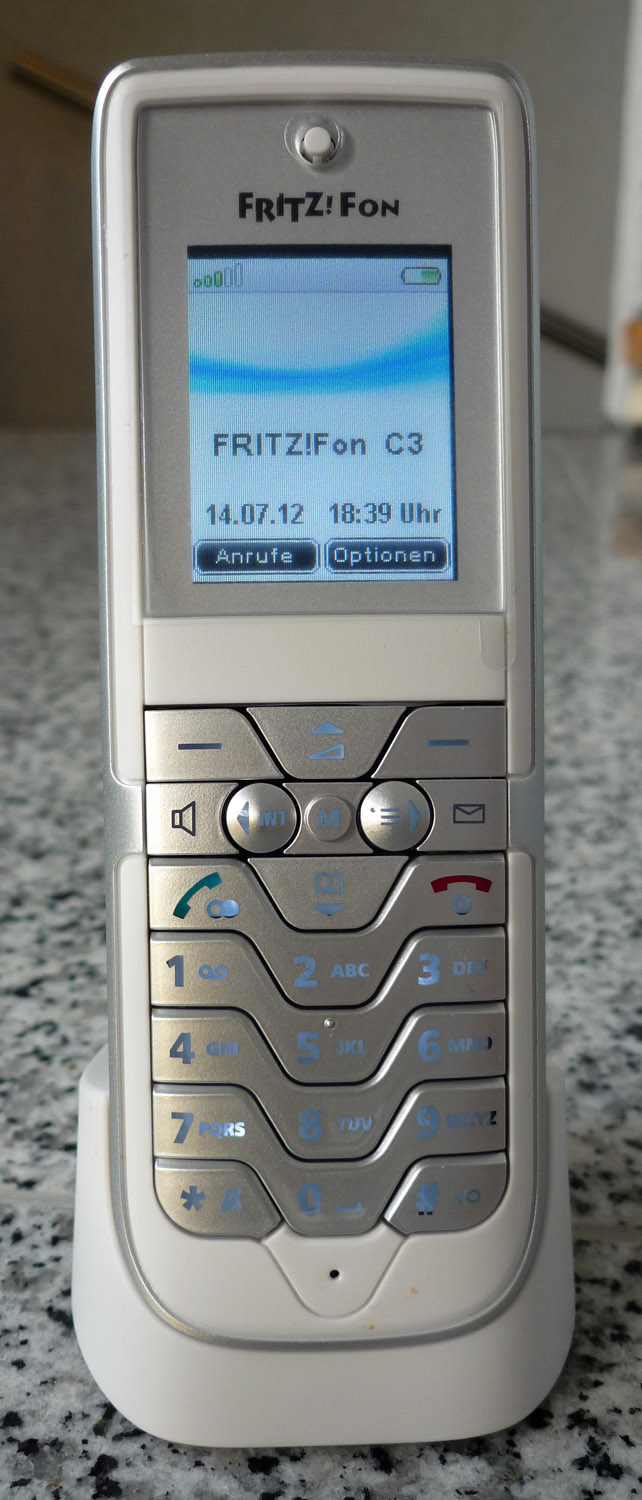
FRITZ!Fon C3

| Modell         | Display                                                | Akku                             | Gewicht | Anschlüsse                        | Reichweite (im Freien/ in Gebäuden) | Laufzeit (Gespräche/ Standby)     | Besonderheiten |
| -------------- | ------------------------------------------------------ | -------------------------------- | ------- | --------------------------------- | ----------------------------------- | --------------------------------- | --- |
| FRITZ!Fon MT-F | Farb-LC-Display (180 ppi) 240×320 Pixel 262.000 Farben | 1× Li-Ionen-Akku 750 mAh 3,7 V   | 092 g   | 3,5-mm-Klinkenstecker für Headset | bis zu 300 Meter/ bis zu 40 Meter   | bis zu 10 Stunden/ bis zu 6 Tage  | HD-Telefonie, Empfang von RSS-Feeds, Internetradio sowie Podcasts, Empfang und Versand von E-Mails, Steuerung von UPnP-Medienservern und Smart-Home-Geräten, MT-F zusätzlich: Infrarot-LED (unbenutzt) |
| FRITZ!Fon MT-D | monochromes Display 112×65 Pixel                       | 1× NiMH-Akku 600 mAh 2,4 V       | 107 g   | ohne Klinkenbuchse für Headset    | bis zu 300 Meter/ bis zu 40 Meter   | bis zu 15 Stunden/ bis zu 5 Tagen | HD-Telefonie, Empfang von RSS-Feeds, Internetradio sowie Podcasts, Empfang und Versand von E-Mails, Steuerung von UPnP-Medienservern und Smart-Home-Geräten, MT-F zusätzlich: Infrarot-LED (unbenutzt) |
| FRITZ!Fon C3   | Farb-LC-Display 128×160 Pixel 65.000 Farben            | 3× NiMH-Akku (AAA) 650 mAh 1,2 V | 130 g   | ohne Klinkenbuchse für Headset    | bis zu 300 Meter/ bis zu 40 Meter   | bis zu 11 Stunden/ bis zu 6 Tagen | HD-Telefonie, Empfang von RSS-Feeds, Internetradio sowie Podcasts, Empfang und Versand von E-Mails, Steuerung von UPnP-Medienservern und Smart-Home-Geräten, MT-F zusätzlich: Infrarot-LED (unbenutzt) |

### Weitere Modelle
- FRITZ!Fon 7150: Vollwertige Fritz!Box Fon WLAN (vergleichbar mit der Fritz!Box 7112), die direkt in der Ladeschale für das zugehörige DECT-Handgerät eingebaut ist. Das mitgelieferte DECT-Handteil wurde von Fritz! von Swissvoice (Eurit 577) dazugekauft und angepasst. Es lassen sich fünf weitere DECT-Mobilteile anmelden. Das Firmwareupdate von Fritz! wurde mittlerweile eingestellt.

## Weitere FRITZ!-Produkte
- Fritz!Box, (verschiedene DSL-Router)
- AVM Fritz!Card, AVM A1-Card, AVM B1-Card (passive und aktive ISDN-Karten)
- FRITZ!WLAN, (verschiedene WLAN-basierende Produkte)
- FRITZ!Powerline, (Powerline-Adapter)
- MyFRITZ!App, (Software-Produkte)